# 上月壮一郎
上月 壮一郎（こうづき そういちろう、2000年12月22日 - ）は、京都府宇治市出身のサッカー選手。3.リーガ・TSV1860ミュンヘン所属。ポジションはフォワード。

## 来歴

### プロ入り前
宇治翔FCから京都サンガF.C.のアカデミーに入り、U-15およびU-18へ順次昇格。1月20日、京都のトップチームに登録（2種）された。5月26日の横浜FC戦でJリーグ公式戦に初出場した。京都所属の現役高校生の出場は久保裕也以来となる。11月2日、京都サンガのトップチームに昇格することが発表された。

### 京都サンガ
2019年にユースからトップチームに昇格した。2021年6月9日、天皇杯2回戦のFC今治戦でプロ入り初ゴールを決めた。同年12月7日、契約満了による京都サンガの退団が発表された。

### デューレン
2022年2月10日、オーバーリーガ(ドイツ5部)に所属する1.FCデューレンへ加入した。リーグ戦11試合に出場し5得点5アシストを記録し、チームのレギオナルリーガ(ドイツ4部)への昇格に貢献した。

### シャルケ
2022年8月26日、シャルケ04のリザーブチーム（U-23チーム）であるシャルケ04 IIに加入。9月22日には、トップチームの練習試合に参加した。以降、レギオナルリーガで14試合8ゴール5アシストという好成績を残し、12月末にトップチームとのプロ契約を結んだ。
2023年1月21日、第16節のフランクフルト戦でトップチームで先発デビューを果たし、2戦目のライプツィヒ戦で加入後初ゴールを挙げた。

### グールニク・ザブジェ
2024年1月30日に、ポーランド1部のグールニク・ザブジェに2024年末まで期限付き移籍することが発表された。

### 代表
2016年9月、AFC U-16選手権2016の日本代表に選出された。2017年9月に2017 FIFA U-17ワールドカップの日本代表に選出された。2018年1月、Copa del Atlánticoに出場するU-19日本代表に選出された。

## 所属クラブ
ユース経歴
- 宇治翔FC（京都サンガF.C.U-12 SPコース出身）[2]
- 京都サンガF.C.U-15[1]
- 京都サンガF.C.U-18（立命館宇治高校）[1][2]
  - 2018年 京都サンガF.C.（2種登録選手）

プロ経歴
- 2019年 - 2021年  京都サンガF.C.
- 2022年1月 - 同年8月  1.FCデューレン
- 2022年8月 - 同年12月  シャルケ04 II
- 2023年1月 - 2024年9月  シャルケ04
  - 2024年1月 - 同年9月  グールニク・ザブジェ(期限付き移籍)
- 2024年9月 -  TSV1860ミュンヘン

## 個人成績
| 国内大会個人成績 | 国内大会個人成績     | 国内大会個人成績 | 国内大会個人成績 | 国内大会個人成績 | 国内大会個人成績 | 国内大会個人成績 | 国内大会個人成績 | 国内大会個人成績 | 国内大会個人成績 | 国内大会個人成績 | 国内大会個人成績 |
| 年度             | クラブ               | 背番号           | リーグ           | リーグ戦         | リーグ戦         | リーグ杯         | リーグ杯         | オープン杯       | オープン杯       | 期間通算         | 期間通算         |
| 年度             | クラブ               | 背番号           | リーグ           | 出場             | 得点             | 出場             | 得点             | 出場             | 得点             | 出場             | 得点             |
| 日本             | 日本                 | 日本             | 日本             | リーグ戦         | リーグ戦         | リーグ杯         | リーグ杯         | 天皇杯           | 天皇杯           | 期間通算         | 期間通算         |
| ---------------- | -------------------- | ---------------- | ---------------- | ---------------- | ---------------- | ---------------- | ---------------- | ---------------- | ---------------- | ---------------- | ---------------- |
| 2018             | 京都                 | 36               | J2               | 2                | 0                | -                | -                | 0                | 0                | 2                | 0                |
| 2019             | 京都                 | 32               | J2               | 3                | 0                | -                | -                | 0                | 0                | 3                | 0                |
| 2020             | 京都                 | 32               | J2               | 11               | 0                | -                | -                | -                | -                | 11               | 0                |
| 2021             | 京都                 | 32               | J2               | 2                | 0                | -                | -                | 2                | 1                | 4                | 1                |
| ドイツ           | ドイツ               | ドイツ           | ドイツ           | リーグ戦         | リーグ戦         | リーグ杯         | リーグ杯         | DFBポカール      | DFBポカール      | 期間通算         | 期間通算         |
| 2021-22          | 1.FCデューレン       | 41               | オーバー         | 11               | 5                | -                | -                | 0                | 0                | 11               | 5                |
| 2022-23          | シャルケ04 II        | 13               | レギオナル       | 14               | 8                | -                | -                | 0                | 0                | 6                | 4                |
| 2022-23          | シャルケ04           | 38               | ブンデス1部      | 5                | 1                | -                | -                | 0                | 0                | 5                | 1                |
| 2023-24          | シャルケ04           | 14               | ブンデス2部      | 5                | 0                | -                | -                | 1                | 0                | 6                | 0                |
| ポーランド       | ポーランド           | ポーランド       | ポーランド       | リーグ戦         | リーグ戦         | リーグ杯         | リーグ杯         | オープン杯       | オープン杯       | 期間通算         | 期間通算         |
| 2023-24          | グールニク・ザブジェ | 41               | エクストラクラサ | 14               | 1                | -                | -                | -                | -                | 14               | 1                |
| 2024-25          | グールニク・ザブジェ | 41               | エクストラクラサ | 4                | 0                | -                | -                | -                | -                | 4                | 0                |
| ドイツ           | ドイツ               | ドイツ           | ドイツ           | リーグ戦         | リーグ戦         | リーグ杯         | リーグ杯         | DFBポカール      | DFBポカール      | 期間通算         | 期間通算         |
| 2024-25          | 1860ミュンヘン       | 14               | ブンデス3部      | 32               | 3                | -                | -                | 0                | 0                | 32               | 3                |
| 通算             | 日本                 | 日本             | J2               | 18               | 0                | -                | -                | 2                | 1                | 20               | 1                |
| 通算             | ドイツ               | ドイツ           | ブンデス1部      | 5                | 1                | -                | -                | 0                | 0                | 5                | 1                |
| 通算             | ドイツ               | ドイツ           | ブンデス2部      | 5                | 0                | -                | -                | 1                | 0                | 6                | 0                |
| 通算             | ドイツ               | ドイツ           | ブンデス3部      | 32               | 3                | -                | -                | 0                | 0                | 32               | 3                |
| 通算             | ドイツ               | ドイツ           | レギオナル       | 14               | 8                | -                | -                | 0                | 0                | 6                | 4                |
| 通算             | ドイツ               | ドイツ           | オーバー         | 11               | 5                | -                | -                | 0                | 0                | 11               | 5                |
| 通算             | ポーランド           | ポーランド       | エクストラクラサ | 14               | 1                | -                | -                | -                | -                | 14               | 1                |
| 総通算           | 総通算               | 総通算           | 総通算           | 99               | 18               | 0                | 0                | 3                | 1                | 102              | 19               |

- Jリーグ初出場 - 2018年5月26日 J2第16節 横浜FC戦 (西京極)

## タイトル

### クラブ
京都サンガF.C.U-15
- JFAプレミアカップ：1回（2015年）

京都サンガF.C.U-18
- Jユースカップ：1回（2017年）

## 代表歴
- U-15日本代表
  - AFC U-16選手権2016・予選（2015年）
  - バル・ド・マルヌ U-16国際親善トーナメント(2015年)
- U-16日本代表
  - U-16インターナショナルドリームカップ（2016年）
  - AFC U-16選手権2016（2016年）
  - COPA UC 2016（2016年）
- U-17日本代表
  - サニックス杯国際ユースサッカー大会（2016年）
  - 第24回バツラフ・イェジェク国際ユーストーナメント（2017年）
  - FIFA U-17ワールドカップ（2017年）
- U-18日本代表
  - 第24回リスボン国際トーナメントU18（2018年）
  - SBSカップ 国際ユースサッカー（2018年）
- U-19日本代表
  - Copa del Atlántico（スペイン語版）（2018年）